# Europa (film)
 For alternative betydninger, se Europa (flertydig). (Se også artikler, som begynder med Europa)
Europa er en dansk film fra 1991 instrueret af Lars von Trier.
Filmens manuskript er skrevet af Lars von Trier og Niels Vørsel.
I filmen følger vi den amerikanske Leopold Kessler, der i månederne efter 2. verdenskrigs afslutning rejser til Tyskland for at arbejde som togkonduktør. Inden længe er han midt i et større komplot, hvor den nazistiske terrorgruppe Werwolf spiller en fatal rolle for Leopold.
Filmen er den sidste af de tre film i Lars von Triers Europa-trilogi. Ligesom de øvrige film i trilogien, Epidemic og især Forbrydelsens element, er Europa en visuelt udfordrende film, der benytter sig af mærkværdige skift mellem sort-hvid og farve, samt skiftende for- og baggrunde.

## Medvirkende
- Jean-Marc Barr
- Barbara Sukowa
- Udo Kier
- Ernst-Hugo Järegård
- Eddie Constantine
- Erik Mørk
- Max von Sydow
- Baard Owe